# The Flyer
 (septembre 2012).
Pour plus de détails, voir Fiche technique et Distribution.
The Flyer est un film de fiction réalisé par le cinéaste sud-africain Revel Fox en 2006 traitant de la rédemption par l’art du trapèze d’un enfant des rues du Cap.

## Synopsis
Kieren, un jeune gamin des rues du Cap, se découvre une passion pour le trapèze, après avoir essayé de détrousser un des grands artistes de cette spécialité. Une amitié naît entre le maître et le voyou... au fil de longues heures d’entraînement, Kieren s’éloigne de la délinquance. Devenu adulte, le passé ne manque pas de lui rappeler d’où il vient, quand son frère Spies sort de prison...

## Fiche technique
- Titre : The Flyer
- Réalisateur : Revel Fox
- Producteurs : DV8 FILMS
- Langue : Anglais sous titré FR
- Format : Vidéo
- Genre : Aventure et drame
- Durée : 92 minutes
- Date de réalisation : 2006
- Couleur / N&B : couleur

## Distribution
- Marcel van Heerden : Anders
- Ian Van Der Heyden : Kieren
- Craig Palm : Spies
- Kim Engelbrecht : Mickey
- Jarrid Geduld : Kieren Junior
- Marvin Pasqualie : Spies Junior